# Il cuore è uno zingaro
Il cuore è uno zingaro è il brano musicale vincitore dell'edizione 1971 del Festival di Sanremo, nel quale fu presentato in doppia esecuzione da Nicola Di Bari e Nada.
Il brano, composto da Franco Migliacci e Claudio Mattone, è stato pubblicato come singolo dai due artisti citati su vinili a 45 giri, contenenti sul lato B, rispettivamente, Agnese (Nicola Di Bari) e Insieme mai (Nada).
Nella classifica dei 45 giri è arrivato in prima posizione per 5 settimane con Di Bari e per una con Nada.

## Classifiche
| Classifica (1971) | Posizione |
| ----------------- | --------- |
| Argentina         | 1         |
| Italia            | 1         |
| Messico           | 1         |

## Cover
Successivamente il brano è stato reinterpretato da vari artisti, o ancora in versione strumentale da Paul Mauriat.
- Nel 1971 Lara Saint Paul incide una cover per l'album Il Festival di Sanremo 1971 (C D M - CDM 1001).
- Nel 1971 in spagnolo da Lupita D'Alessio, (EP) con il titolo Mi corazon es un gitano (Orfeón – EP 1047)album Lupita D'Alessio (Orfeon – LP/E-12-756) pubblicato in Messico.
- Nel 1971 in spagnolo da Carlos Martínez e Los Mozambiques, con il titolo Mi corazon es un gitano (Tamayo – 4188), pubblicato a Panama.
- Nel 1971 in spagnolo da Tulio Enrique León, con il titolo Mi corazon es un gitano (Istmo Pops – 05-1772), pubblicato in Nicaragua.
- Nel 1972 Flamingo-Kvintetten in svedese con il titolo Sån' e' ja', testo di Stikkan Anderson, album Flamingokvintetten 2 (Flam – FLAM 246161), per il mercato svedese.
- Nel 1972 Al Martino in inglese col titolo The Gipsy in You, testo di S. Wayne, per l'album Love Theme from "The Godfather" (Capitol Records - SM-11071), pubblicato negli Stati Uniti d'America, Germania, Regno Unito, Spagna, Canada.
- Negli anni '90 è stata eseguita all'interno della trasmissione televisiva Non è la RAI in svariate versioni[5], due di queste sono state inserite all'interno delle compilation della trasmissione, la prima cantata da Letizia Mongelli, vocalist per Marianna Cecchetti, in Non è la Rai estate (1994), la seconda cantata da Sabrina Marciano, vocalist per Solaika Fiori Arcuri, in Non è la Rai Gran Finale (1995).
- Nel 2009 è stato eseguito in chiave ska da Giuliano Palma & The Bluebeaters ed incluso come traccia 5 dell'album Combo (V2 Records – 0602527411859).
- Nel 2010 è eseguito a cappella dai Neri Per Caso con Dolcenera, ed inclusa nell'album Donne come terza traccia (Sony Music – 88697641242).
- Nel 2012 è stato inciso anche da Al Bano in lingua italiana e spagnola.
- Nello stesso anno Chiara Civello lo include nel CD Al posto del mondo[6].